# Joaquín Hurtado de Mendoza
Joaquín Hurtado de Mendoza, dramaturgo español del siglo XIX.

## Biografía
Muy poco se conoce sobre este autor, salvo que trabajó en colaboración preferente con Francisco González-Elipe y tradujo algunas obras del francés, en especial de Scribe.

## Obras
- Con Francisco González Elipe, El caballero de Griñón: comedia en dos actos, [S.l. s.n. 1846] y Madrid: Vicente de Lalama, 1847.
- Con Francisco González Elipe, El zapatero de Londres: drama... en prosa [S.l. s.n. 1847].
- Con Francisco González Elipe, El médico Negro: drama en cinco actos y siete cuadros, Madrid: Imp. de Vicente Lalama, 1847.
- Trad. de Paul-Henri Foucher y Jules Édouard Alboise Du Pujol, Cristiano, ó las Máscaras negras, drama en tres actos, y en prosa, 1858.
- ¡Sin nombre! Comedia en un acto y en prosa, Madrid : Imprenta de I. Sancha, 1837.
- Roberto de Artewelde: drama en cinco actos y en prosa, Madrid: Impr. de I. Sancha, 1839
- Con Eduardo Muscat, Los prusianos en la Lorena, o, La honra de una madre: drama de espectáculo en tres actos y un prólogo, Madrid: Impr. de V. de Lalama, 1846
- Trad. de Eugène Scribe, La toca azul: comedia en un acto Impr. de Suárez, 1845.
- La mestiza, o, Jacobo el corsario: drama en tres actos y un prólogo, en prosa, Madrid: Impr. de V. de Lalama, 1854
- Trad. de Eugène Scribe, El marido de dos mugeres: drama en dos actos y en prosa, Madrid: Impr. de V. de Lalama, 1853, 2.a ed.
- Una Retirada á tiempo, 1844.
- Trad. de Federico Soulié, Compromisos de una mujer, comedia en dos actos, en prosa.
- Trad. del francés de Todo por mi hijo, comedia en tres actos en prosa.

- Datos: Q5932103
- Multimedia: Joaquín Hurtado de Mendoza / Q5932103